# .gi
.gi為英國海外屬地直布羅陀國家及地區頂級域（ccTLD）的域名，由GibNet机构管辖。

## 一级和二级域名
- .gi
- .com.gi：供直布罗陀的企业使用
- .ltd.gi：供直布罗陀的有限公司使用
- .gov.gi：供直布罗陀的政府部门使用
- .mod.gi：供直布罗陀的国防部门使用
- .edu.gi：供直布罗陀的教育机构使用
- .org.gi：供直布罗陀的非政府组织使用[4]

## 外部連結
- Gibraltar NIC（页面存档备份，存于）
- IANA .gi whois information（页面存档备份，存于）
- ajuntament.gi: City of Girona